# Ferdinand Plhal
A.R.D. Ferdinand Plhal SDB (3. března 1926 Rychtářov – 19. listopadu 2010 Stará Boleslav) byl český katolický kněz, člen řádu salesiánů, osoba pronásledovaná komunistickým režimem.

## Studium, internace a PTP
Rodák z Rychtářova u Vyškova, měl šest sourozenců. Jeho otec byl rolníkem. Plhal se vyučil se zámečníkem. V Mníšku pod Brdy se seznámil se salesiány. Zde studoval v domě pro pozdní povolání v roce 1945. Vstoupil do salesiánského noviciátu v Hodoňovicích, kde 16. srpna 1949 složil první řeholní sliby. Trvalý slib pak složil do rukou P. Janušovi 24. ledna 1955 v Brně.

## Věznění komunistickým režimem
Po noviciátě studoval ve Fryštáku. Zde ho zastihla likvidace řeholníků v rámci Akce K, která byla pořádána Státní bezpečností a on byl s ostatními salesiány internován v Oseku. Odtud nastoupil vojenskou službu u PTP. Vojenskou službu u PTP vykonal od září 1950 do 31. prosince 1953.
V době své služby u PTP pracoval tajně v saleziánské komunitě. Po propuštění do civilu v této činnosti pokračoval
(tajně studoval teologii, účastnil se několika saleziánských „sjezdů“, v lednu 1954 a v roce 1957 obnovil své řeholní sliby a žil v jedné ze zhruba šesti tajných řádových komunit v Brně). Zároveň pracoval v Brně manuálně jako dělník.
Od ledna 1957 byl úředníkem n. p. Vlněna Brno. V té době byl již sledován StB (od dubna 1955) a byl „rozpracován“ v akci COR UNUM (od konce listopadu 1956) vedené 3. odd. III. odb. KS MV Brno. Tato akce probíhala v rámci celostátní akce INSPEKTOR II zaměřené proti tajnému saleziánskému řádu. Zatčen byl dne 2. dubna 1957. Spolu s dalšími brněnskými saleziány byl dne 27. června 1957 senátem Krajského soudu v Brně za předsednictví JUDr. Gottwalda odsouzen na dva a půl roku nepodmíněně, ke ztrátě čestných práv občanských na 3 roky a propadnutí zabavených věcí ve prospěch státu.

## Kněžské svěcení a působení
Po odpykání trestu pracoval dále manuálně v Brně a přitom soukromě studoval teologii. Biskup Trochta ho tajně vysvětil na kněze 13. června 1963 v Praze ve svém bytě. Do duchovní správy se dostal po politickém uvolnění roku 1969. Byl umístěn do duchovní správy jako administrátor farností Teplice-Trnovany a excurrendo farnosti Hrob.
Nevyhnul se však ani nadále pozornosti Státní bezpečnosti. Dne 17. ledna 1973 byl 1. odd. 2. odb. S StB Ústí nad Labem zaregistrován k osobě Plhala svazek KTS s krycím jménem FERDA. ŘO (řídící orgán) byl por. Jindřich Sýkora. Plhala se ke spolupráci získat nepodařilo a svazek byl dne 29. ledna 1976 uložen do archivu a v pozdější době byl zničen.
V letech 1970 až 1999 byl Plhal farářem ve Štětí s přilehlými farnostmi. Kvůli zdravotním důvodům mu byl v roce 1992 přidělen k výpomoci Miroslav Šantin, jako administrator in materialibus. Do roku 2003 byl farářem v Chcebuzi a excurrendo ve Štětí (kvůli neobyvatelnosti štětské fary po povodních r. 2002, které poničily i tamní farní kostel).

## Závěr života
Všude neúnavně pracoval. Jeho dlouhodobá nemoc s bercovými vředy ho donutila k několikaměsíčnímu léčení v nemocnici. Po propuštění z nemocnice myslel, že se uzdraví a zase nastoupí do farní pastorace.
Před povodněmi v roce 2002 totiž opravil ve Štětí faru i kostel zvenku i zevnitř. Při povodních bylo v opraveném kostele asi 2 m vody a po skončení povodní Plhal chtěl kostel znovu opravit.
Jeho nemoc mu to znemožnila. Zhoršovala se, a tak byl k 24. lednu 2003 převezen do Domova pro nemocné kněze ve Staré Boleslavi. Postupně mu byly amputovány obě nohy.
Plhal se vyrovnal s tímto zákrokem celkem klidně. Byl v životě vždy velmi houževnatý, fyzicky i duševně neúnavný pracovník. Řádové sestry sv. Vincence v Charitním domově, stejně jako jeho zaměstnanci a obyvatelé, si jej pro jeho optimismus velmi oblíbili. Zemřel krátce před polednem 19. listopadu 2010 ve věku 84 let v Charitním domově ve Staré Boleslavi. Poslední rozloučení s ním se konalo v pátek 26. listopadu 2010 v kostele sv. Terezie z Lisieux na Kobyliském náměstí v Praze 8. Poté byly tělesné ostatky uloženy mezi salesiánské spolubratry na ďáblickém hřbitově.